# أندرو فليتشير
أندرو فليتشر (بالإنجليزية: Andrew Fletcher)‏ (1655 - سبتمبر 1716) كاتب وسياسي اسكتلندي، يُذكر أنه كان مدافعًا عن قضية عدم دمج اسكتلندا ببريطانيا العظمى، ومعارضًا لقانون الاتحاد لعام 1707، بين اسكتلندا وإنجلترا. نُفي فليتشير عن موطنه بعد اتهامه بالترويج للعنف والتمرد. عُين قائدًا للفرسان التابعين لحركة مونماوث المتمردة أو المسماة أيضًا بثورة الغرب التي كانت تهدف لقتل ملك إنجلترا جيمس الثاني، ولكنه قتل شخصية أخرى بارزة للغاية بعد وقت قصير من وصوله إلى إنجلترا. ذهب مرة أخرى إلى المنفى، لكن هذه المرة باعتباره هاربًا وفاقدًا لجميع ممتلكاته. عاد بعد ذلك مع ويليام الثالث ملك إنجلترا، ليصبح مفوض البرلمان القديم في اسكتلندا.
دافع فليتشير عن مشروع دارين، رغم شكّه المستمر في تأثير التجارة التقليدية على المناقب التقليدية. كما أعرب عن أسفه لجذب لندن جميع الأضواء نظرًا لحجمها النسبي، والذي قال إنه سيؤدي حتمًا إلى جذب نسبة متسارعة من الثروة وقوة اتخاذ القرارات إلى الركن الجنوبي الشرقي لبريطانيا.

## حياته المبكّرة وحياته السياسيّة
أندرو فليتشير هو ابن ووريث السيد روبرت فليتشير (1625-1664)، ولد في سالتون في لوثيان الشرقية. تلقى تعليمه من قبل  أسقف سالزبوري المستقبلي جيلبرت بيرنت، والذي كان آنذاك كاهنًا في سلطون، وأكمل تعليمه في أوروبا القارية. انتُخب فليتشير ليكون عضو لجنة مندوب الحكومة في مقاطعة لوثيان الشرقية المعروفة أيضًا باسم «هادينغ تونشاير»، في البرلمان الإسكتلندي في عام 1678. في هذا الوقت، كان ممثل تشارلز الثاني في اسكتلندا، جون مايتلاند، دوق لودرديل الأول. كان لدى الدوق سلطات ضريبية في اسكتلندا، واستطاع الحفاظ على جيش دائم تحت اسم الملك هناك. عارض فليتشير الدوق بشدة، والذي أدت أفعاله إلى تعزيز عدم ثقة فليتشير بالحكومة الملكية في اسكتلندا، بالإضافة إلى جميع أنواع السلطات المنقولة بالوراثة. أعيد انتخاب فليتشير في عام 1681 ليكون عضوًا نائبًا عن مقاطعة «هادينغ تونشاير» في البرلمان الإسكتلندي. استُبدل لودرديل في العام الذي يسبقه بدوق ألباني. كان فليتشير في هذا الوقت عضوًا في حزب الدولة المعارض في البرلمان الإسكتلندي، إذ عارض بحزم أي أعمال تعسفية من جانب الكنيسة أو الدولة.

## النفي خارج البلاد والعودة إليها
بعد اتهامه في عام 1683 بالتخطيط لشن ثورة على الملك واغتياله، هرب فليتشير من اسكتلندا للانضمام إلى المعارضين الإنجليز التابعين للملك تشارلز في هولندا، حيث اكتسب ثقة جيمس سكوت، دوق مونماوث الأول، وأصبح قائدًا لفرسان حركة مونماوث المتمردة. أراد فليتشير توجيه ضربة لميليشيا البلد أثناء تشكيلها، والاستيلاء على أحد الأحصنة الأصيلة التي تعود ملكيتها للقائد المحلي المتعاطف مع هذه الميليشيا، توماس داري، الذي قُتل بالرصاص عندما أصبح يُشكل تهديدًا بعد حدوث جدالات تلت هذه الأحداث. واضطر مونماوث لإرسال فليتشير بعيدًا وطرده. فشلت قوات مونموث في اتباع إستراتيجية هجومية مناسبة وشن الهجمات في الوقت المناسب، ما أدى إلى هزيمتها. بعد هروبه من أحد السجون الإسبانية، حارب فليتشير في المجر ضد الأتراك قبل انضمامه إلى قوات الملك ويليام الثالث، الذي عاد إلى اسكتلندا في 1688. ولكن تلاشى تحالفه مع الملك ويليام عندما أصبحت نيته واضحة وهي أن ويليام الثاني -عندما كان في اسكتلندا- كان مهتمًا فقط باستخدام البلاد للمساعدة في خوض الحروب الأجنبية. استعاد فليتشير ممتلكاته، ودافع بشكل مستمر ومتزايد عن مزاعم بلاده فيما يتعلق بالمصالح الإنجليزية وعارض كذلك السلطة الملكية. في مرحلة حرجة في تاريخ اسكتلندا وتحديدًا في عام 1703، أصبح فليتشير مرة أخرى عضوًا نائبًا عن مقاطعة «هادينغ تونشاير» في البرلمان الإسكتلندي. تربعت بعد ذلك الملكة آن على العرش وكانت هناك حملة كبيرة لانضمام إنجلترا واسكتلندا للاتحاد البرلماني، ما أدى إلى إغلاق «باب النجاة الخلفي» الذي مثلته اسكتلندا أمام إنجلترا.